# جيسيكا اندروز
جيسيكا اندروز (بالإنجليزية: Jessica Andrews)‏ هي كاتبة غنائية ومغنية أمريكية، ولدت في 29 ديسمبر 1983 في ويني في الولايات المتحدة.

## وصلات خارجية
- جيسيكا اندروز على موقع IMDb (الإنجليزية)
- جيسيكا اندروز على موقع ميوزك برينز (الإنجليزية)
- جيسيكا اندروز على موقع أول ميوزيك (الإنجليزية)
- جيسيكا اندروز على موقع ديسكوغز (الإنجليزية)